# Habila Awusayiman
Habila Awusayiman (chiń. 哈比拉 阿吾萨衣满; ur. 1 czerwca 1998) – chiński zapaśnik walczący w stylu wolnym. Olimpijczyk z Paryża 2024, gdzie zajął jedenaste miejsce w kategorii do 97 kg. Zajął 26. miejsce na mistrzostwach świata w 2023 roku.
Brązowy medalista igrzysk azjatyckich w 2022. Srebrny medalista mistrzostw Azji w 2023 i brązowy w 2025 roku.